# St. Gallus (Zell im Fichtelgebirge)

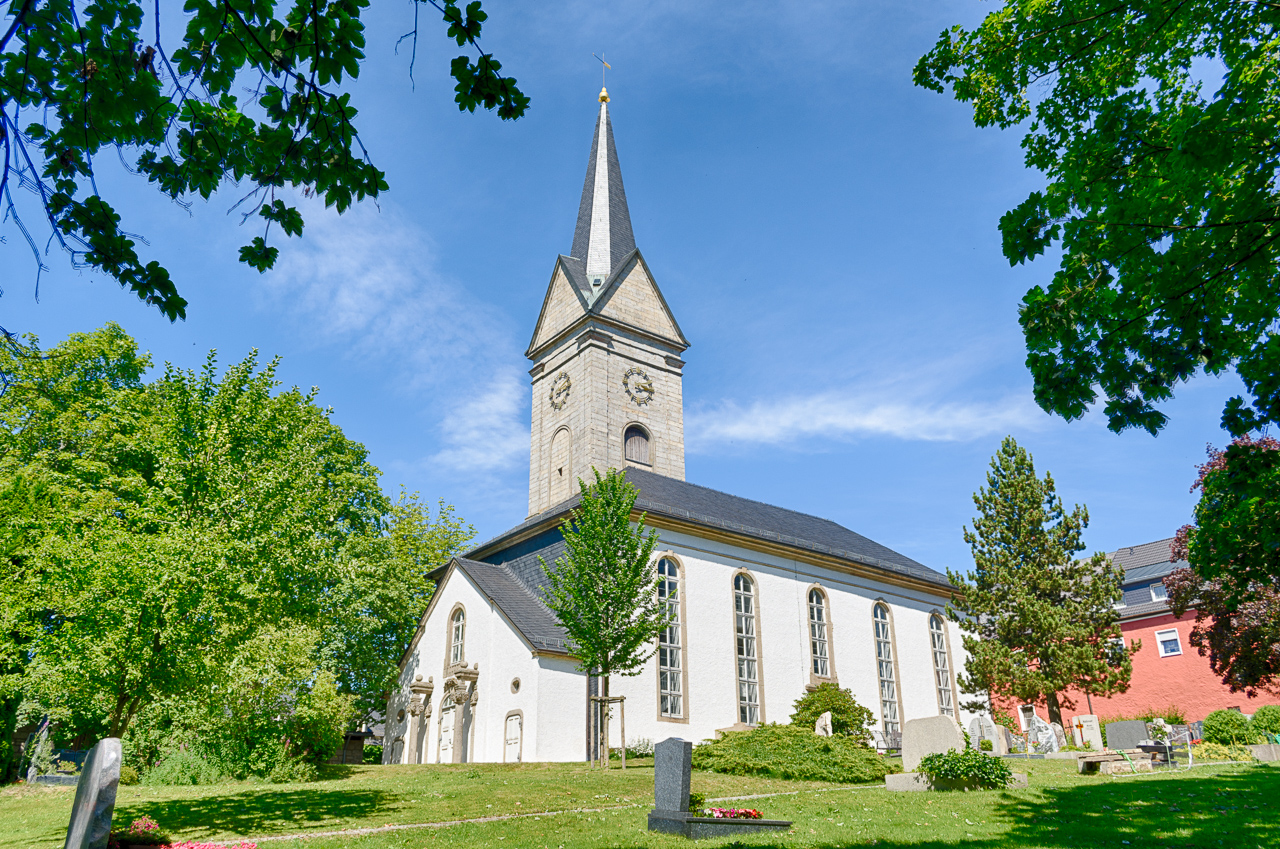
St. Gallus (Zell im Fichtelgebirge)

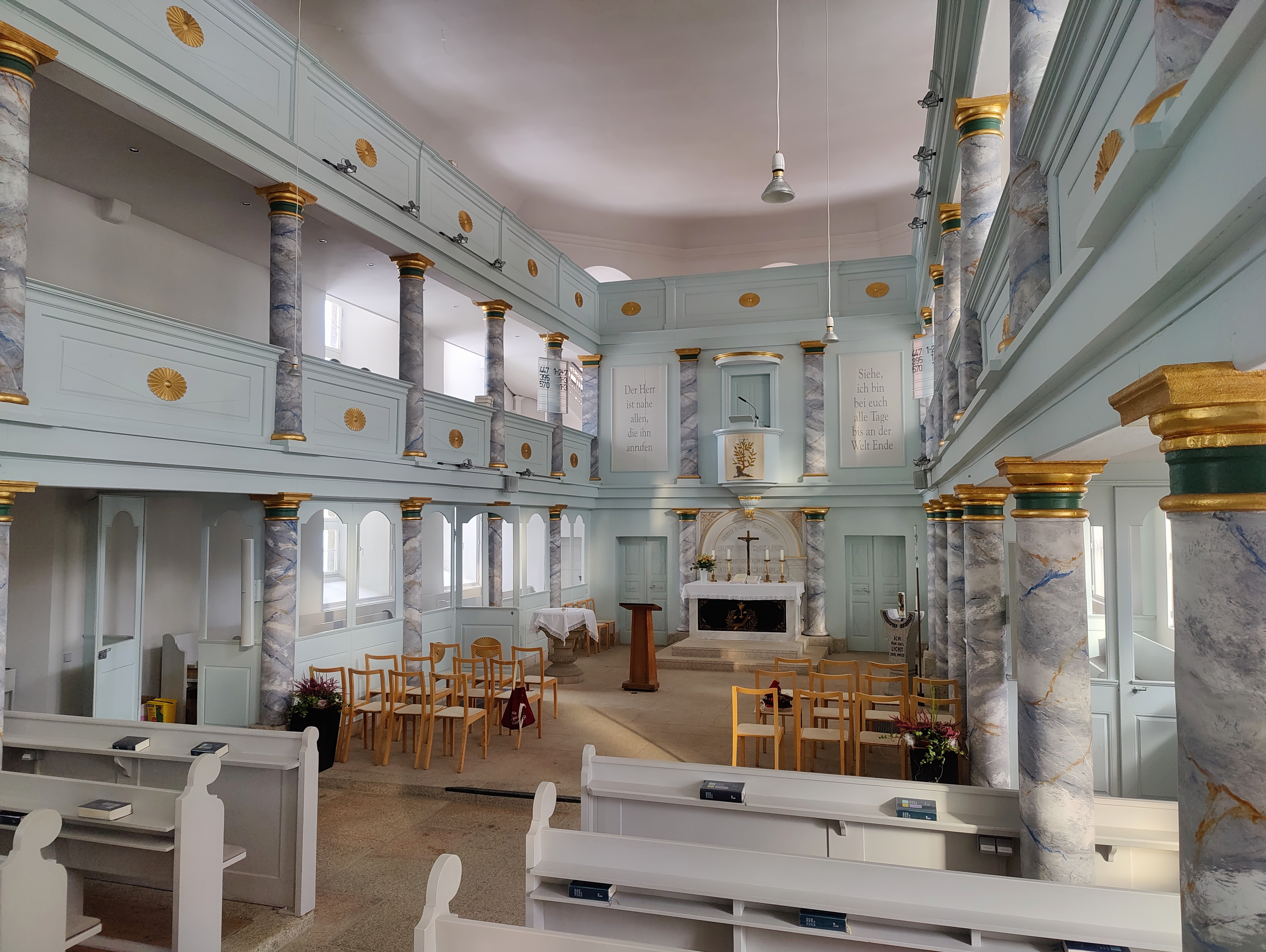
Innenraum (2023)

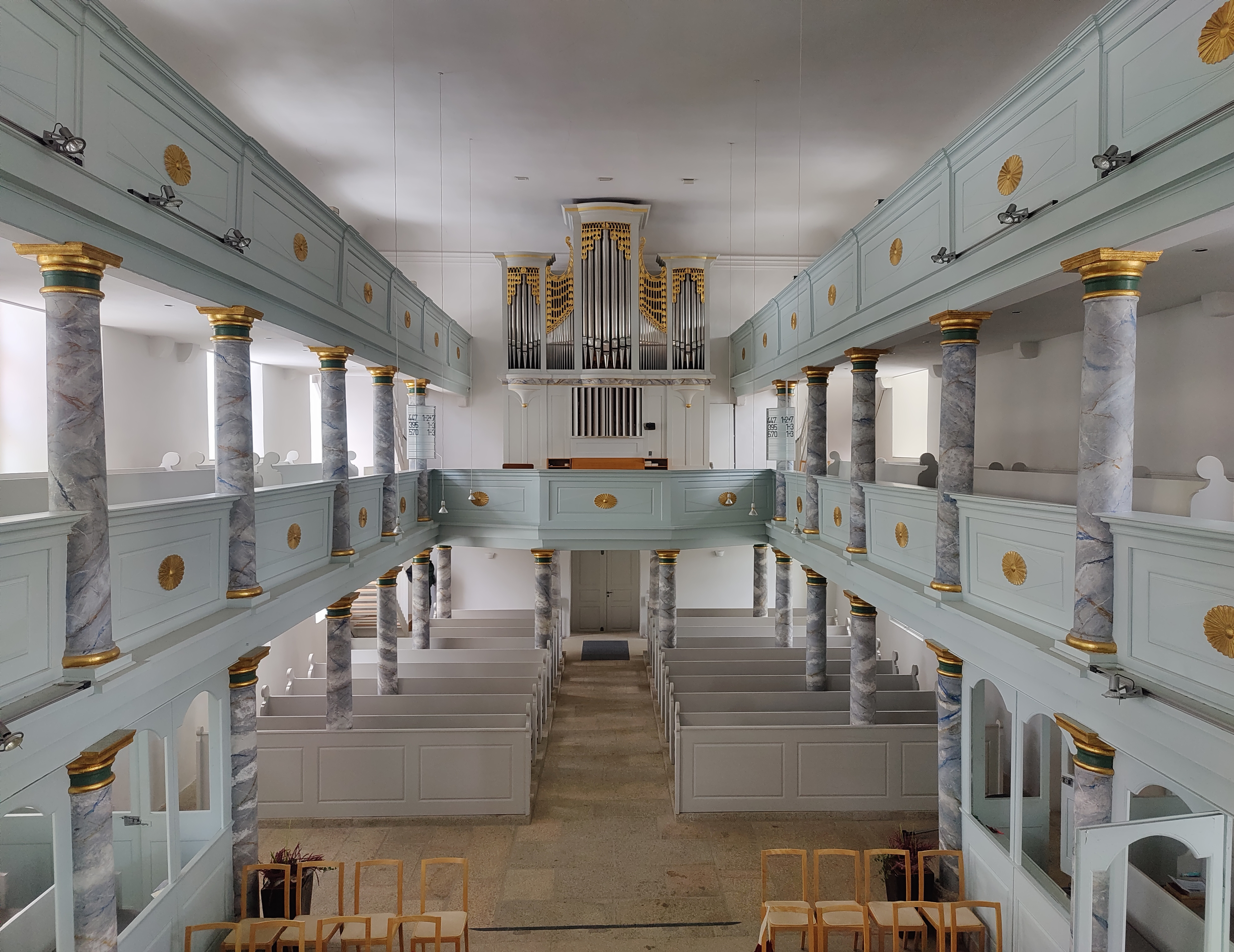
Innenraum, Blick zur Orgel

Die evangelisch-lutherische Pfarrkirche St. Gallus steht in Zell im Fichtelgebirge, einem Markt im oberfränkischen Landkreis Hof in Bayern. Das denkmalgeschützte Bauwerk ist ein Ersatzneubau aus den 1830er Jahren. Die Kirchengemeinde gehört zum Dekanat Münchberg im Kirchenkreis Bayreuth der Evangelisch-Lutherischen Kirche in Bayern.

## Beschreibung
Die Saalkirche wurde 1831–1835 über den Kern des Vorgängerbaus aus dem 18. Jahrhundert errichtet. An der Nordseite des Langhauses, das mit einem Walmdach bedeckt ist, steht der Kirchturm, auf dem ein achtseitiger Knickhelm sitzt. 
Der Innenraum des Langhauses hat doppelstöckige Emporen an den Längsseiten, an der Schmalseite ist sie eingeschossig, dort steht die Orgel. Sie hat 24 Register, verteilt auf zwei Manuale und Pedal, und wurde 1978 von Hey Orgelbau als Opus 108 hinter den Prospekt der Vorgängerorgel von Friedrich Heidenreich gebaut. Zu den Prinzipalien gehören der Kanzelaltar und das Taufbecken in klassizistischer Formensprache.